# Was es ist
Was es ist là một bài thơ tình của nhà thơ Áo Erich Fried, được dùng làm tựa cho tập thơ Es ist was es ist, xuất bản 1983. Nó là bài thơ phổ biến nhất và được ưa chuộng nhất của nhà thơ mà thường chuyên về làm thơ chính trị.

## Hình thức
Bài thơ bao gồm ba đoạn dài khác nhau. Đoạn đầu tiên có bốn, đoạn thứ hai và thứ ba có tám câu. Fried biện hộ cho tình yêu trong bài thơ không vần bằng một ngôn ngữ đơn giản và không bóng gió, chống lại lý trí, tính toán, sợ hãi, hiểu biết, kiêu ngạo, thận trọng và kinh nghiệm. Các lý luận phản biện cố gắng phủ nhận tính chính danh và vĩnh cửu của tình yêu: cho đó là vô nghĩa, mang lại bất hạnh và đau đớn; nó không có triển vọng, đáng chê cười, liều lĩnh và không thể chấp nhận.
Bài thơ này khêu gợi được người đọc nhờ lối lặp đi lặp lại như những câu cầu nguyện của một kết luận hầu như theo phép lặp thừa „Es ist was es ist". Với công thức súc tích này, tình yêu vượt qua mọi phản đối và các khả năng đối nghịch.

## Bài thơ
Was es ist
Es ist Unsinn
sagt die Vernunft
Es ist was es ist
sagt die Liebe
Es ist Unglück
sagt die Berechnung
Es ist nichts als Schmerz
sagt die Angst
Es ist aussichtslos
sagt die Einsicht
Es ist was es ist
sagt die Liebe
......
Đó là gì
Lý trí nói
đó là chuyện điên rồ
Tình yêu nói
nó là chính nó
Tính toán nói
nó là điều bất hạnh
Lo sợ nói
chả gì khác hơn là đau thương
Hiểu biết nói
không có triển vọng đâu
Tình yêu nói
nó là chính nó
Tự hào nói
đó là chuyện đáng cười
Thận trọng nói
một việc làm liều lĩnh
Kinh nghiệm nói
sẽ không thể xảy ra
Tình yêu nói
nó là chính nó

## Cảm nhận
„Was es ist" được coi là một gương mẫu của thơ tình hiện đại và được sử dụng từ những năm 1980 trong hầu hết các sách giáo khoa và các nghiên cứu giáo khoa để dạy thơ. Theo những ký ức của bà quả phụ Catherine Fried, được xuất bản năm 2008, bà không phải là người được nhận thơ tình này.